# Britânia pré-histórica
Britânia pré-histórica é um termo que designa o período entre a chegada dos primeiros humanos na Grã-Bretanha e o início da história britânica registrada. O período anterior à ocupação pelo gênero Homo está descrito em geologia das ilhas Britânicas. O início da história da Britânia é tido convencionalmente como sendo em 43 d.C., com a invasão romana da Britânia, embora exista informação histórica a respeito de períodos anteriores. A pré-história costuma ser dividida cronologicamente em períodos distintos, com base no desenvolvimento das ferramentas desde as pedras até o bronze e o ferro, bem como mudanças na cultura e no clima, porém seus limites são incertos, e as mudanças entre eles por demais graduais; as datas destas mudanças geralmente diferem das suas equivalentes na Europa continental.

## Prefácio
A Britânia foi habitada intermitentemente por membros do gênero Homo por centenas de milhares de anos, e pelo Homo sapiens, mais especificamente, por dezenas de milhares de anos. A análise do DNA mostrou que o homem moderno chegou à ilha antes da última era do gelo, porém voltou à Europa Meridional quando a maior parte da Britânia foi coberta pelo gelo, e o restante se transformou numa tundra. Nesta época o nível do mar estava cerca de 127 metros mais baixo que o de hoje em dia, e a Britânia tinha ligações terrestres à Irlanda e à Europa continental.
Depois do fim da última Era do Gelo (há cerca de de 9500 anos) a Irlanda se tornou separada da Britânia e, posteriormente (por volta de 6.500 a.C.) a ilha se separou do resto da Europa. Indícios arqueológicos mostram que em 12000 a.C. a ilha já havia sido reocupada pelos seres humanos. Por volta de 4.000 a.C. a ilha foi povoada por povos de cultura neolítica. Nenhum dos habitantes pré-romanos da Britânia, no entanto, falavam algum idioma escrito que sobreviveu; nenhum tipo de literatura da Britânia pré-romana foi preservado, portanto a história, cultura e o modo de vida destes indivíduos são conhecidos principalmente através das descobertas arqueológicas. Existem também estudos que vêm trazendo à tona grande quantidade de evidências genéticas, e alguma quantidade de evidências linguísticas, a partir de nomes de rios e montanhas.
O primeiro registro escrito significativo da Britânia e de seus habitantes foi feito pelo navegador grego Píteas, que explorou o litoral da ilha por volta de 325 a.C.. Existia também alguma informação sobre a Britânia na Ora Maritima, obra já perdida mas que foi incorporada e citada nas obras de autores posteriores. Os antigos bretãos estavam envolvidos em atividades de intercâmbio comercial e cultural com o resto da Europa a partir do Neolítico, especialmente exportando estanho, material que existia em abundância na ilha. Júlio César escreveu sobre a ilha, por volta de 50 a.C..
Localizada nas beiradas da Europa, a Britânia recebeu os avanços tecnológicos e culturais em períodos muito posteriores à Europa continental durante toda a Pré-história. A história da antiga Britânia é vista tradicionalmente como uma de seguidas ondas de colonizadores do continente, que traziam com eles estas novas culturas e tecnologias. Teorias arqueológicas mais recentes questionaram esta interpretação migracionisma, e propõem uma relação mais complexa entre a Britânia e o continente. Sugeriu-se que muitas das mudanças na sociedade britânica demonstradas nos registros arqueológicos seriam na realidade efeitos da adoção, pela parte dos habitantes nativos, de costumes estrangeiros, e não sua assimilação pela população invasora.

## Paleolítico
O Paleolítico (Idade da Pedra) foi o período onde ocorreu a mais antiga ocupação da Britânia pelo homem. Esta grande extensão de tempo viu diversas mudanças no meio ambiente, incluindo diversas eras glaciares e interglaciares que afetaram enormemente a colonização humana da região. Datar um período tão distante de tempo é difícil e controverso; os habitantes da região nesta época eram bandos de coletores-caçadores que vagavam por todo o norte da Europa, seguindo manadas de animais que caçavam ou pescando.
A análise do DNA mitocondrial (mtDNA) sugere que 21% das linhagens maternas da Britânia atual datem do período pré-glacial, e 51% do período Alto Paleolítico Tardio.[carece de fontes?] No entanto, em contraste, diversos estudos do cromossomo Y mostraram que uma migração em massa de homens ingleses ocorreu há 2500 anos, provavelmente durante a invasão anglo-saxã, como, por exemplo, o estudo "Y-chromosome evidence for Anglo-Saxon mass migration" ("evidências do cromossomo Y para a migração anglo-saxã em massa"), de 2002, e o estudo "The place of the Basques in the European Y-chromosome diversity landscape" ("o local dos bascos no cenário de diversidade do cromossomo Y na Europa"), de 2005. Ambos os estudos chegaram à conclusão de que apenas no País de Gales havia uma população significante de cromossomos Y pré-anglo-saxões, e que os cromossomos Y ingleses eram impossíveis de serem distinguidos de seus equivalentes na Frísia e nos Países Baixos.
Evidência científica de 2006 sobre sequências de mtDNA da Europa antiga e atual mostrou um padrão distinto para diferentes períodos de tempo amostrados no decorrer do estudo. Apesar de algumas limitações no que diz respeito ao tamanho das amostras coletadas, os resultados foram tidos como não-aleatórios e, como tal, indicaram que, além das populações europeias terem se expandido de refugia meridionais depois da última máxima glaciar (especialmente na região franco-cantábria), também teriam ocupado refugia setentrionais.
Outros estudos mostraram ligações genéticas entre os povos das ilhas Britânicas e os bascos.

### Baixo Paleolítico
(até há cerca de 250000 anos)
Existem evidências de ferramentas líticas em depósitos litorâneos, próximos a Happisburgh, em Norfolk, e Pakefield, em Suffolk, indicando que uma espécie do Homo já estava presente no que seria a atual Britânia há cerca de 700.000 anos. Nesta época, o sul e o leste da ilha estavam ligados à Europa continental por uma ampla ponte de terra, permitindo que humanos e outros animais se movimentassem livremente entre os dois territórios. No local ocupado atualmente pelo Canal da Mancha existia um grande rio, que se dirigia rumo a oeste, alimentado por afluentes que posteriormente se tornariam o Tâmisa e o Sena. A reconstrução deste antigo ambiente forneceu pistas a respeito das rotas tomadas pelos primeiros visitantes a chegar no que então era uma península do continente eurasiano. Arqueólogos descobriram uma série de sítios arcaicos localizados próximos à rota de um curso de água já extinto, chamado de rio Bytham, indicando que as primeiras rotas ocidentais rumo à Britânia poderiam tê-lo seguido.
Sítios como Boxgrove, em Sussex, ilustram a chegada posterior, nos registros arqueológicos, de uma espécie arcaica do Homo, chamada Homo heidelbergensis, por volta de há 500.000 anos. Estes povos primitivos faziam ferramentas (machados de mão) acheulenses, e caçavam os mamíferos nativos da região no período.
O frio extremo do Estágio Angliano que se seguiu provavelmente expulsou os humanos da ilha, e a região parece não ter sido ocupada novamente até o recuo do gelo, durante o Estágio Hoxniano. Este período mais quente durou de por volta de há 300.000 até 200.000 anos, e viu a indústria de utensílios clactonianos ser desenvolvida, em sítios como o Barnfield Pit, em Kent. O período apresentou uma distribuição rica e difundida de sítios em termos paleolíticos, embora a incerteza acerca da real natureza da relação entre as indústrias clactonianas e acheulenses ainda não tenha sido elucidado.
Este período também viu a introdução de utensílios líticos levallois, possivelmente por seres humanos chegados da África. Descobertas feitas em Swanscombe e Botany Pit, em Purfleet, no entanto, indicaram que a tecnologia levallois poderia ter origem europeia. Qualquer que seja a sua origem, esta tecnologia mais avançada permitiu a criação de ferramentas líticas mais aperfeiçoadas, o que propiciou maior eficiência na caça; a Britânia tornou-se novamente um lugar habitável para os humanos, ao menos até o próximo período de resfriamento, o Estágio Wolstoniano, de há 352.000 a 130.000 anos).
Existe, no entanto, poucas evidências da ocupação humana durante o Estágio Eemiano, que se seguiu, entre há 130.000 e 110.000 anos. As águas surgidas com o degelo das glaciações anteriores finalmente isolaram a Britânia do continente pela primeira vez durante o período, o que pode explicar a falta de atividade. No geral, parece ter ocorrido um declínio populacional gradual entre o Estágio Hoxniano e este período, sugerindo que a ausência de humanos nos registros arqueológicos seja decorrente deste despovoamento gradual.

### Paleolítico Médio
(cerca de há 180000 a 40000 anos)
Durante o chamado Paleolítico Médio não existe qualquer evidência de ocupação humana na Britânia. A ilha, durante o fim do período, era repleta de pradarias, com cavalos e cervos gigantes, mamutes-peludos, rinocerontes e grandes carnívoros. O homem de Neandertal chegou à Britânia há cerca de 40.000 anos.

### Alto Paleolitico
(cerca de há 40000 a 10000 anos)
Este período frequentemente é dividido em três subperíodos: o Alto Paleolítico Inferior (antes do principal período glacial), o Alto Paleolítico Médio (o principal período glacial), e o Alto Paleolítico Superior (depois do principal período glacial). As evidências da ocupação neandertal da Britânia são limitadas, e em 30 000 a.C. os primeiros sinais da atividade humana moderna (Homo sapiens), a indústria aurignaciana, já são conhecidos. O exemplo mais célebre deste período é o enterro da "Dama Vermelha de Paviland" (que já se sabe, hoje em dia, ter sido um homem), na atual costa do sul de Gales. Uma última era glacial cobriu a Britânia entre há 70 000 e 10 000 anos, com a incidência de um frio extremo entre 22 000 e 13 000 anos (chamado estadial Dimlington), e a máxima glaciar por volta de há 20 000 anos. Isto pode ter deslocado os humanos em direção ao sul, para fora da Britânia, sobre a ponte de terra que havia ressurgido no início da glaciação, possivelmente em direção a um refúgio no sul da França e na Península Ibérica. Sítios como a Caverna de Gough, em Somerset, datada de 12 000 a.C., forneceram evidências que sugeriram um retorno dos humanos pelo fim desta era glacial, num período de aquecimento conhecido como o interestadial Dimlington - embora extremos de frio que se seguiram, pouco antes do degelo final, podem tê-los forçado novamente a abandonar o local, e retornar subsequentemente. O meio ambiente, durante este período de era glacial, deve ter consistido de uma tundra sem grandes vegetações, substituído eventualmente por um clima gradualmente mais ameno, talvez atingindo os 17 graus Celsius, nos verões, o que possibilitou a expansão de árvores como a bétula, bem como arbustos e diferentes tipos de gramíneas.
A primeira cultura distinta do Alto Paleolítico na Britânia é o que os arqueólogos costumam chamar de indústria Creswelliana, com pedras lascadas em forma de folhas, usadas provavelmente como pontas de flechas. A cultura também produziu utensílios líticos mais refinados, além de usar outros materiais, como ossos, chifres, conchas, âmbar, dentes de animais e marfim dos mamutes, que não só eram usados como ferramentas mas também como adornos e utensílios de propósito desconhecido. O sílex parece ter sido levado a áreas que dispunham de poucos recursos naturais; as ferramentas de pedra encontradas nas cavernas de Devon, como a Caverna de Kent, parecem ser provenientes da planície de Salisbury, a 161 quilômetros a leste. Isto é interpretado como um indicador do nomadismo dos primeiros habitantes da Britânia, que se deslocariam por grandes distâncias, carregando consigo 'caixas de ferramentas' com lâminas de sílex altamente aperfeiçoadas, em vez de trabalhar com pedras grandes e pouco trabalhadas ou improvisar ferramentas quando necessário. Também se levantou a possibilidade de que grupos também se deslocavam para se encontrar e trocar ferramentas e mercadorias, ou enviavam expedições para obter sílex.
As principais espécies animais usadas como alimento eram os equinos (Equus ferus) e o cervo vermelho (Cervus elaphus), embora outros mamíferos, desde lebres a mamutes, também fossem caçados, incluindo rinocerontes e hienas. A partir da evidência limitada disponível, os sepultamentos pareciam envolvem a remoção da pele e o desmembramento dos corpos, e a colocação dos ossos em cavernas. Isto parece sugerir a prática da descarnização, e de um enterro secundário, e, possivelmente, de algum tipo de canibalismo ritual. A expressão artística parece ter se limitado a entalhes em ossos, embora a arte rupestre nas cavernas de Creswell Crags e Mendip sejam exceções destacadas.
De há 12 700 a 11 500 anos o clima se tornou mais frio e mais seco, no período que se conhece como o Dryas recente. As populações de animais que eram usados como alimento parecem ter declinado, embora o território coberto por florestas tenha aumentado. A manufatura de ferramentas e utensílios no fim do Alto Paleolítico girava em torno de pedaços menores de sílex, e obras em ossos e chifres tornaram-se mais raras. Surgem lâminas de sílex com lados paralelos, conhecidas como "pontas de Cheddar", e raspadores com inscrições que parecem ser calendários. O número de sítios arqueológicos, no entanto, é bem maior do que antes, e abrange uma área mais ampla; existem mais sítios ao ar livre, como o de Hengistbury Head.

## Mesolítico
(cerca de há 10000 a 5500 anos)
Por volta de há 10000 anos a Era Glacial finalmente se encerrou, e o período do Holoceno teve início. As temperaturas aumentaram, provavelmente até níveis semelhantes aos atuais, e as florestas cobriram maiores extensões de terra. Há 9500 anos, a ascensão do nível do mar provocada pelo degelo dos glaciares isolou a Britânia da Irlanda e, cerca de mil anos depois, da Europa continental - pela última vez. O clima mais ameno transformou o meio ambiente até então ártico para um formado por florestas de pinheiro, bétula e amieiro; este cenário menos aberto era menos propício a grandes manadas de renas e cavalos selvagens, que haviam até então sustentado os humanos, e estes animais foram substituídos na dieta humana pelo porco e por animais menos sociais, como o alce, o cervo-vermelho, a corça, o javali e o auroque, que precisavam ser abatidos através de diferentes técnicas da caça das que vinham sendo utilizadas até então. As ferramentas foram adaptadas, incorporando farpas que se prendessem à carne do animal caçado, fazendo com que fosse mais difícil que a presa escapasse com vida; pequenos micrólitos foram desenvolvidos para serem acoplados a arpões e lanças. Ferramentas para trabalhar a madeira, como enxós, aparecem nos registros arqueológicos, embora alguns tipos de lâminas de sílex tenham permanecido iguais às suas antecessoras paleolíticas. O cão foi domesticado, provavelmente pelos benefícios que sua presença trazia durante a caça, e os ambientes alagadiços criados pelo clima mais quente eram uma rica fonte de caça e pesca. Estas mudanças ambientais provavelmente causaram mudanças sociais entre os bretãos do período; foi nesta época que os humanos se espalharam, chegando ao extremo norte da Escócia. Sítios do Mesolítico britânico incluem os Mendips, Star Carr, em Yorkshire, e Oronsay, nas Hébridas Interiores. Escavações em Howick, em Northumberland, descobriram evidências de um grande edifício circular, que data de 7.600 a.C., que foi identificado como uma moradia; outro exemplo semelhante foi encontrado em Deepcar, Sheffield. A visão anterior dos bretões mesolíticos como sendo exclusivamente nômades vem sendo substituída por um panorama mais complexo de ocupação sazonal ou, em certos casos, de ocupações permanentes e administração de terras e fontes de alimento, onde as condições o permitiam. As distâncias percorridas pelos grupos parecem ter sido bem menores, consistindo tipicamente de uma movimentação entre terras altas e baixas.

### A transição Mesolítico-Neolítico
Embora o meio ambiente do Mesolítico tenha sido um de natureza abundante, a populações crescente e o sucesso dos antigos bretões em explorá-lo eventualmente levou à exaustão de diversos recursos naturais. Os restos de um alce do Mesolítico, preso num pântano em Poulton-le-Fylde, Lancashire, demonstrou que ele havia sido ferido por caçadores, e lograra escapar dos mesmos por três ocasiões diferentes - indicando caçadas mal-sucedidas durante o período. Alguns poucos monumentos neolíticos se encontram sobre sítios mesolíticos, embora pouca continuidade possa ser demonstrada. Cultivo de diversas culturas e a criação de animais domésticos foi adotada na ilha por volta de 4500 a.C., parcialmente devido à necessidade de fontes estáveis de alimentação. O modo de vida coletor-caçador teria persistido durante o período Neolítico, numa fase inicial, porém a crescente sofisticação da cultura material e o controle concomitante dos recusos naturais por grupos individuais teria provocado a sua substituição por territórios distintos, ocupados por diferentes tribos. Outros elementos típicos do Neolítico, como cerâmica, pontas de flecha em forma de folhas e machados de pedra polida, seriam adotados apenas em períodos posteriores. O clima, que já vinha ficando mais quente desde o fim do Mesolítico, continuou a ter suas temperaturas elevadas, e os bosques de pinheiro foram substituídas por matas e florestas.
Em 1997 a análise do DNA de um dente extraído do chamado Homem de Cheddar, de cerca de 7150 a.C., cujos restos foram descobertos na Caverna de Gough, no Desfiladeiro de Cheddar, revelou que seu DNA mitocondrial era do haplogrupo U5, um subclado do haplogrupo U encontrado em 11% das populações europeias modernas.